# Mukobore
Mukobore är ett periodiskt vattendrag i Burundi.   Det ligger i provinsen Bujumbura Rural, i den centrala delen av landet, 20 km sydost om huvudstaden Bujumbura.
Omgivningarna runt Mukobore är en mosaik av jordbruksmark och naturlig växtlighet. Runt Mukobore är det ganska tätbefolkat, med 239 invånare per kvadratkilometer.